# 格奥尔基·朱可夫
格奥尔基·康斯坦丁诺维奇·朱可夫（羅馬化：Georgy Konstantinovich Zhukov；1896年12月1日—1974年6月18日），苏联军事家，苏联元帅，因其在德蘇战争上的卓越功勋，被认为是第二次世界大战中最优秀的将领之一。也成为仅有的4次荣获苏联英雄的两人之一，另外一人是列昂尼德·勃列日涅夫。

## 战前岁月

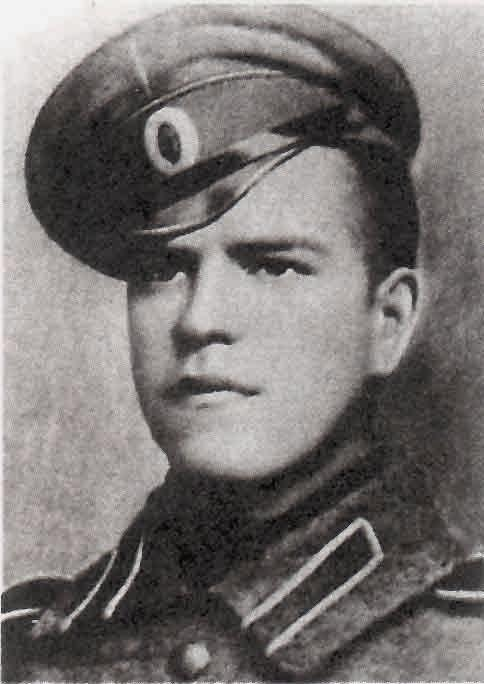
1916年時任軍士的朱可夫

朱可夫曾在莫斯科當学徒，并于1915年应召进入沙俄军队骑兵团。一战中朱可夫曾因作战勇敢两次获得圣乔治十字勋章，被提升为军士。十月革命后他加入了布尔什维克。1918－1920年他作为骑兵第1集团军的一员参与俄國內戰。1923年朱可夫成为团长。1930年升为旅长。
他是新的装甲战争理论的热心支持者，并以作战部署及下属部队的严明纪律声名在外。1937到1939年斯大林对军队进行了清洗，装甲战的倡导者图哈切夫斯基被枪毙，不少军事将领被捕，朱可夫却幸运的逃过了清洗并获得升任。关于这一情况，有意见认为是朱可夫的第一骑兵军背景帮助他逃过一劫，当时的苏联元帅中，骑兵出身的伏罗希洛夫和布琼尼都受到重用，而其他三人均被清洗。

## 二战經歷

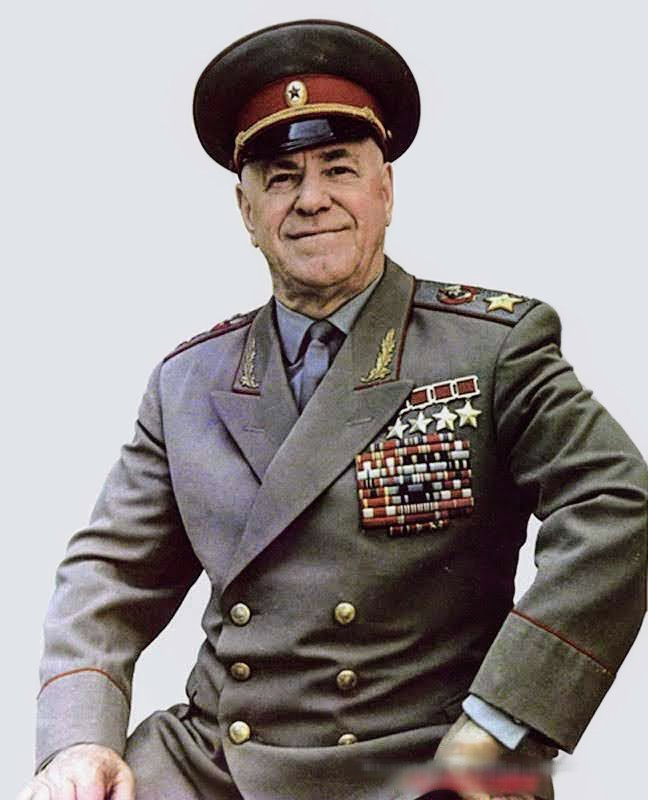
朱可夫戎裝像

1937年七七事變日軍侵略中國，第二次世界大戰首先在東亞開始，1938年日本關東軍在有苏联驻军的蒙古国和日本扶植建立的满洲国边境制造摩擦，朱可夫被派往边境，组织对日军事部署，指挥第57特别军。1939年5月诺门罕战役爆发，在朱可夫指挥下取得了压倒性的胜利，朱可夫因其指挥被授予苏联英雄称号。1940年朱可夫被授予一級上將军衔，随后被任命为苏军总参谋长。
在总参谋长任上，朱可夫主要任务是提出防禦納粹德国攻击的计划，随着原苏联的秘密档案的解密，现在发现朱可夫作为总参谋长在1941年2月－1941年5月间主导制订了一个提出先发制人的进攻納粹德国的方案，但是被斯大林否决了。1941年6月22日爆發德蘇戰爭，苏军溃败。朱可夫签署了要求苏联红军立即组织反击的命令，但没有效果。德军长驱直入后，重点进攻基辅。朱可夫经过判断，提出应该撤出基辅，避免被德军合围而引起更大损失，他的这一观点和直率的性格使他与斯大林发生冲突，被任命为预备军司令员，由沙波什尼科夫接任总参谋长。朱可夫在预备军司令员任上组织了叶利尼亚攻勢稳定了当地的战线。9月列宁格勒告急，朱可夫被召回莫斯科，被任命为列寧格勒方面軍司令，前往列宁格勒，从此开始了他各地协调指挥的序幕，也因此被称为“救火队长”。朱可夫到达列宁格勒之后，通过自己坚强的意志带动下属，合理利用了有效的兵力进行重点防御与反击，稳定住了防线。10月德军大举进攻莫斯科，朱可夫调回莫斯科代替铁木辛哥组织莫斯科保卫战，12月保卫战结束，德军退出莫斯科周边地区。
1942年8月朱可夫作为大本营代表被派往斯大林格勒前线。在这半个月的时间内苏军的行动意图主要是攻击第6集团军的14装甲军以打开缺口，但是以失败结束。1942年11月指挥维亚济马方向的无果的火星攻击行动，一般认为他和华西列夫斯基共同策划了决定战争胜利的斯大林格勒战役反击行動部分，但也有研究者认为这段时间朱可夫主要策划火星行动，而在他的回忆录中抢夺华西列夫斯基的功劳。1943年他作为大本营代表协调库尔斯克战役。而後在成功擋下德軍的攻勢後，德軍南方集團军遭到朱可夫、瓦圖京、科涅夫三人負責的沃羅涅日和草原方面軍的沉重打擊，後面朱可夫協調烏克蘭第一、第二方面軍於解放基輔，並於切爾卡瑟口袋合圍德軍有利之一部。1944年3月至5月，朱可夫接替了在罗夫诺州奥斯特罗赫区遭乌克兰民族主义组织乌克兰反抗军伏击的瓦图京担任烏克蘭第一方面军司令。朱可夫作为大本营代表协调组织了代号为“巴格拉季昂”的白俄罗斯战役。1945年作为白俄罗斯第1方面军司令率军攻克柏林。

## 战后岁月

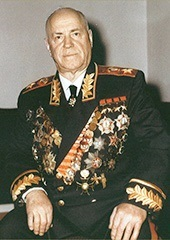
晚年著元帥服的朱可夫

战后他与其他3名盟军最高指挥官：艾森豪威尔、蒙哥馬利和讓·德·拉特爾·德·塔西尼都建立了良好的关系，特别是艾森豪威尔十分敬重他。卢修斯·克莱将军后来说：“如果艾森豪威尔和朱可夫继续合作的话，苏美关系将会多么不同啊」。1946年4月斯大林称因艾森豪威尔和蒙哥馬利都已召回国内，他决定也召朱可夫回国，改任苏联常务副国防人民委员，陆军总司令，索科洛夫斯基接替他任驻德苏军司令。西方有人认为这是由于朱可夫战功显赫和自身性格的缺点，遭到斯大林的猜忌。之后在被中央军事委员会批评对党政治上不可靠后，他被罢免了陆军总司令的位置。之后有人发现有7節火车廂装着他从德国弄来的家具，1948年他的住所被发现装有很多德国弄来的财物，在之后的调查中贝利亚得出的调查结论表明战利品有：17个金戒指、3颗宝石、15条金项链、超过4公里的面料、323件貂皮、44条从德国宫殿弄来的地毯、55幅名画和20把枪支。朱可夫对此回应说：“我内心感到十分自责。我把一些没人要的破烂放在一处仓库里，因为我以为没人需要它们了。我以布尔什维克身份起誓要避免再犯这种错误，最后我还得要我的住所，敬爱的党和斯大林同志」。1993年发现的材料表明1946年在朱可夫把贝利亚的副手：阿巴库莫夫从他的办公室轰出去几天后，斯大林召开了一次会议准备要逮捕朱可夫，但是由于多名重要人物的反对而作罢，但是以“反社会主义煽动”逮捕朱可夫身边的将领的行动从1947年底进行到1949年，而艾森豪威尔得知这些事后对他的“袍泽兄弟”表示了同情。
不管怎样，1947年他被派到远离莫斯科的敖德萨军区任司令员，后来又贬到战略位置更加次要的乌拉尔军区任司令员。1953年朱可夫被召回莫斯科，但斯大林随即去世，所以无从证实朱可夫被召回的原因。1953年朱可夫参与逮捕贝利亚的行动，因此成为国防部第1副部长，1955年任苏联国防部部长，1956年朱可夫负责制定了入侵匈牙利的计划。
1957年“反党集团”事件中，赫鲁晓夫与莫洛托夫、布尔加宁等人发生矛盾，后者在主席团会议上要求赫鲁晓夫辞职，赫鲁晓夫要求召开党中央全体会议。朱可夫支持赫鲁晓夫，派军用飞机将所有中央委员接到莫斯科，并做了有力的发言指责莫洛托夫等人参与斯大林的清洗运动，他说“军队反对（罢免赫鲁晓夫）的提议，没我的命令一辆坦克也不会动」，从而巩固了赫鲁晓夫的位置。然而他的过于张扬终于招来了猜疑（被赫魯曉夫指責：一、是在军队里培植对自己的崇拜；二、削弱党对军队的控制。三、是军事与战略上的谬误。四、搞波拿巴主義），在受铁托邀请访南时，中央解除了他的国防部长职务、中央政治委员地位和强制退休，报道他回国的同一期红星报也登着他被免职的消息，赫鲁晓夫对此袖手旁观。
1964年赫鲁晓夫在下台前，曾经打电话给朱可夫称“你受冤枉了”，表示想见面再好好谈谈，但赫鲁晓夫随后被苏斯洛夫的电话引回莫斯科，职务被勃列日涅夫、柯西金取代，这之后朱可夫又重新在公众视野中出现，闲居的朱可夫著有《回忆与思考》、《在保卫首都的战斗中》、《库尔斯克突出部》、《在柏林方向上》等军事著作，记述了第二次世界大战苏德战场的许多著名战役，并阐述他的军事思想。1974年朱可夫去世，葬于红场克里姆林宫墙下。
1994年5月9日俄羅斯政府成立朱可夫勳章做為高階軍官傑出表現的獎勵。1995年，朱可夫元帅雕像完工。

## 年谱

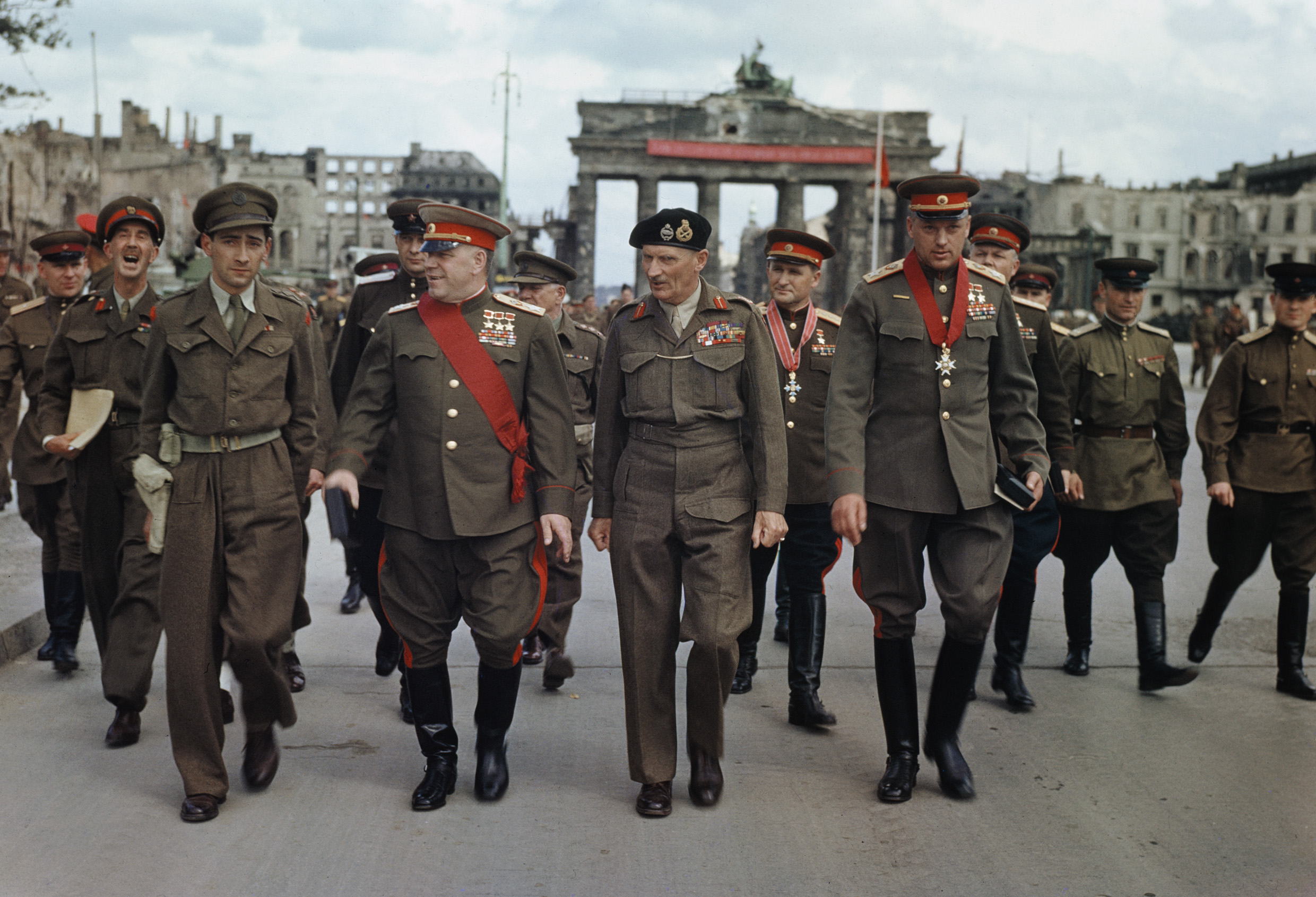
解放柏林後朱可夫元帥和蒙哥馬利將軍、羅科索夫斯基元帥在布蘭登堡門

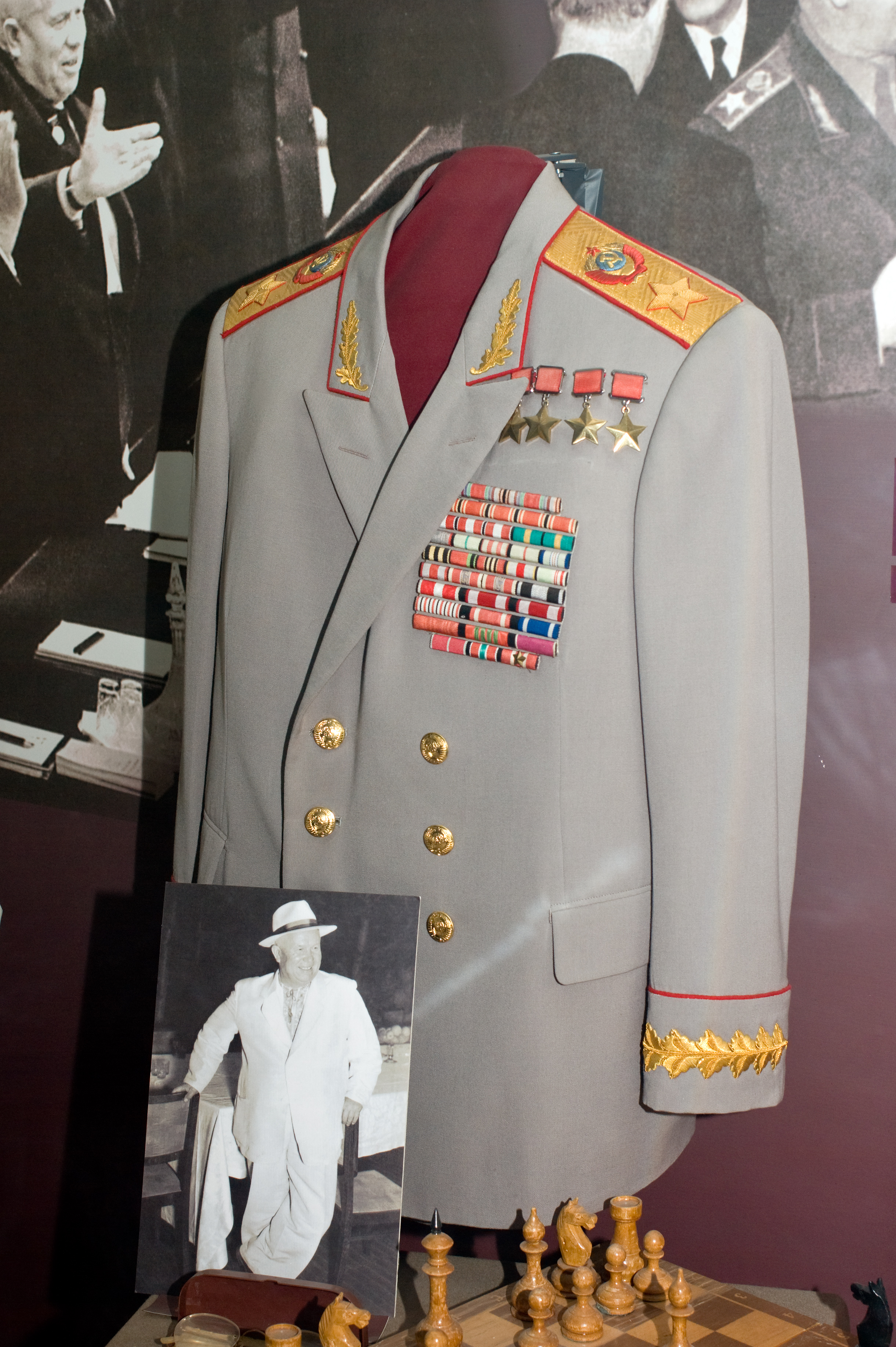
朱可夫的元帅军装

- 1939年6月出任驻蒙苏军第1集团军司令，指挥苏蒙军队成功实施了围歼日军重兵集团的哈拉哈河战役，粉碎了日军北进的企图。
- 1940年6月晋升为一級上將并被任命为基辅特别军区司令。
- 1941年1月被任命为苏军总参谋长，成为苏军的首脑人物。
- 1941年6月22日德蘇战争爆发。次日苏联成立最高统帅部大本营，朱可夫成为7名成员之一。
- 1941年7月29日朱可夫建议斯大林放弃基辅，全力保卫莫斯科，但斯大林不同意，两人发生了激烈的争执。最后斯大林解除了朱可夫的总参谋长职务，派他到前线担任预备队方面军司令员。
- 1941年9月在德军包围列宁格勒，朱可夫受命于危难之际，率领列宁格勒方面军与波罗的海舰队协同作战，稳定住了防线。
- 1941年10月被调回莫斯科，全面负责莫斯科防御战的指挥，顶住了德军的正面强攻，最后取得了莫斯科保卫战的胜利，德军不得不改闪击战为持久战。
- 1942年8月被任命为副最高统帅，赶赴斯大林格勒前线督战。参与策划斯大林格勒会战，歼灭德国第6集团军，成为德蘇战争的转折点。
- 1943年1月18日指挥列宁格勒圍城战，取得胜利，被授予苏联元帅军衔。同年夏季作为大本营代表协调指挥库斯克会战。
- 1945年4月16日出任白俄罗斯第1方面军司令，指挥所部于5月2日首先攻克柏林。5月9日代表苏联在德国投降书上签字。6月22日奉命出任胜利大阅兵首长，于24日骑白马检阅受阅部队。
- 1946年4月出任苏联常务副国防人民委员，陆军总司令。
- 1953年3月出任由苏联国防部第1副部长。
- 1955年2月继布尔加宁任苏联国防部部长。
- 1956年苏共20大上进入党中央主席团。
- 1957年10月在赫鲁晓夫“去斯大林化”运动中被解除本兼各职，淡出政治视野。
- 1964年赫鲁晓夫被“退休”后，勃列日涅夫上台后为其恢复名誉。
- 1974年在莫斯科逝世。

## 荣誉

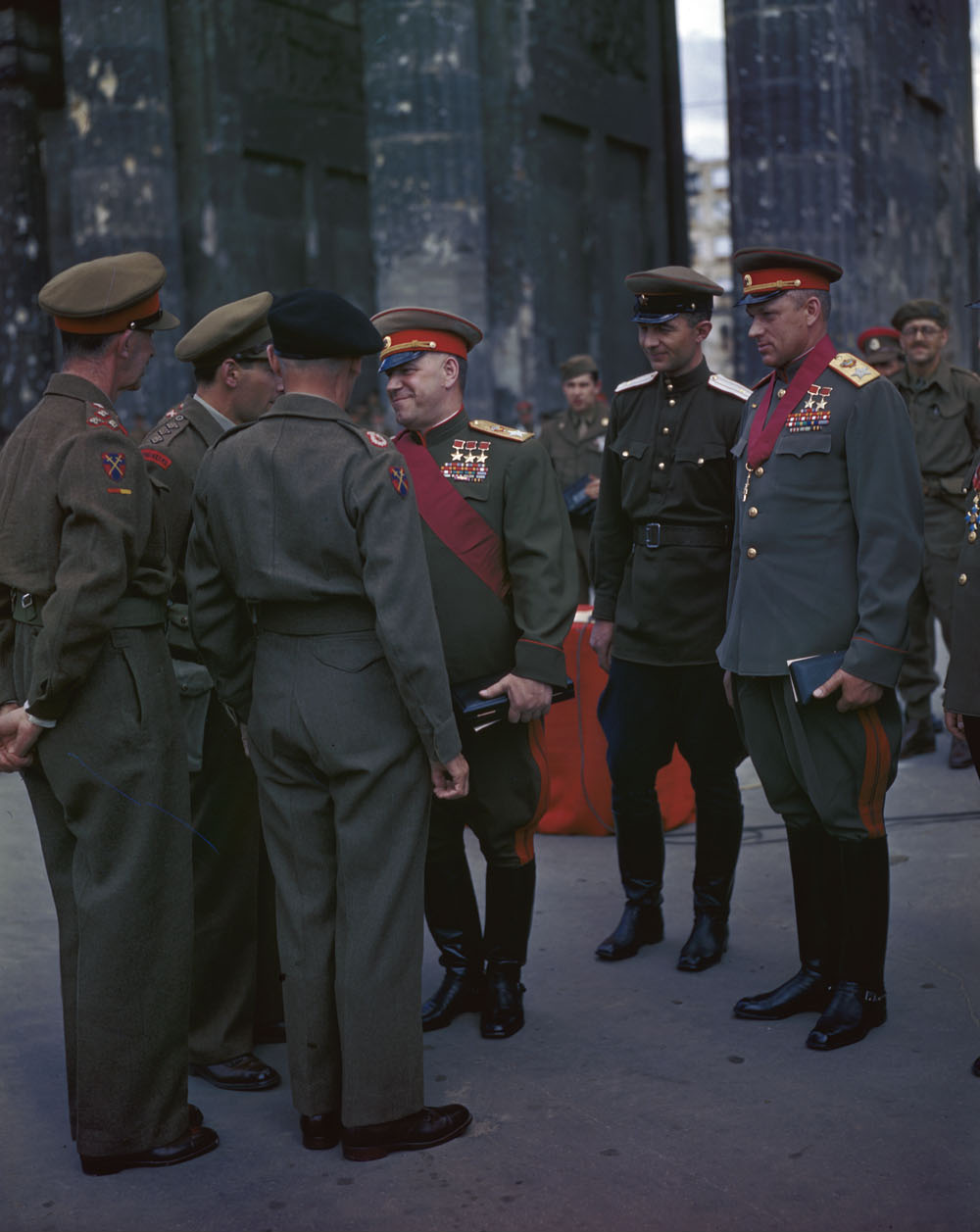
1945年的朱可夫

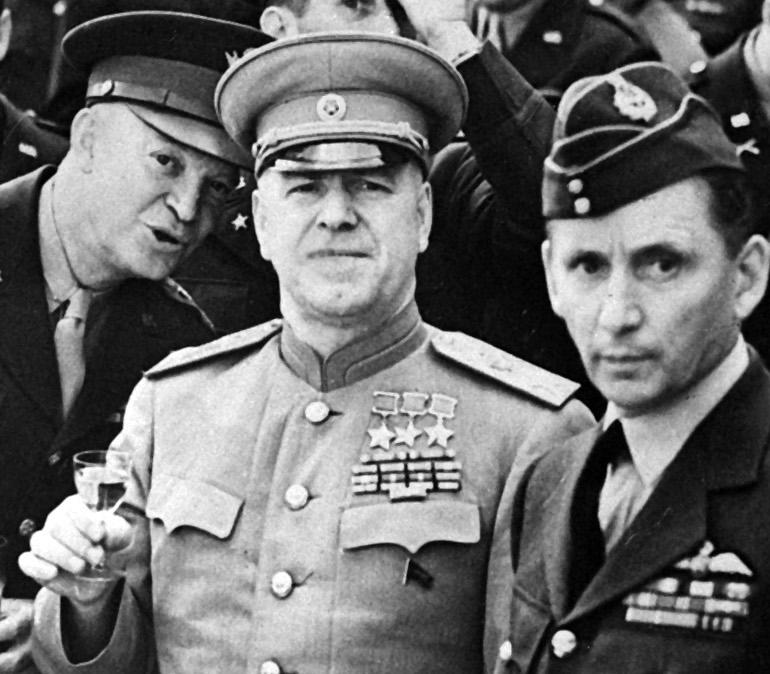
1945年在柏林慶祝

朱可夫在从士兵到元帅的漫长军旅生涯中立下了赫赫战功。他获得过4次的苏联英雄称号（1939年8月29日、1944年7月29日、1945年6月1日和1956年12月1日），这在苏联历史上仅有两人（另1人是对勋章有执着狂的苏共领导人勃列日涅夫），同时也是获得两次胜利勋章的3人之一（其他两人是斯大林和华西列夫斯基）。以下為其所獲得的榮譽的簡表：

### 俄羅斯帝國勳章獎章
|  | 三級聖喬治十字勳章 |
|  | 四級聖喬治十字勳章 |

### 蘇聯勳章獎章
|  | 蘇聯英雄金星獎章：1939年8月29日、1944年7月29日、1945年6月1日、1956年12月1日                        |
|  | 勝利勳章：1944年4月10日（第1號）、1945年3月30日（第10號）                                          |
|  | 列寧勳章：1936年8月16日、1939年8月29日、1945年2月21日、1956年12月1日、1966年12月1日、1971年12月1日 |
|  | 十月革命勳章：1968年2月22日                                                                        |
|  | 紅旗勳章：1922年8月31日、1944年11月3日、1949年6月20日                                              |
|  | 一級蘇沃洛夫勳章：1943年1月28日（第1號）、1943年7月28日（第39號）                                  |
|  | 保衛列寧格勒獎章                                                                                   |
|  | 保衛史達林格勒獎章                                                                                 |
|  | 保衛莫斯科獎章                                                                                     |
|  | 保衛高加索獎章                                                                                     |
|  | 攻克柏林獎章                                                                                       |
|  | 解放華沙獎章                                                                                       |
|  | 1941-1945年大衛國戰爭戰勝德國獎章                                                                  |
|  | 戰勝日本獎章                                                                                       |
|  | 1941-1945年偉大衛國戰爭勝利二十週年獎章                                                            |
|  | 工農紅軍二十週年紀念獎章                                                                           |
|  | 苏维埃陆军海军三十周年奖章                                                                         |
|  | 蘇聯武裝力量四十週年紀念獎章                                                                       |
|  | 蘇聯武裝力量五十週年紀念獎章                                                                       |
|  | 弗拉基米爾·伊里奇·列寧誕辰一百週年紀念獎章                                                         |
|  | 列寧格勒建城兩百五十週年紀念獎章                                                                   |
|  | 莫斯科建城八百週年紀念獎章                                                                         |
|  | 榮譽武器 – 鑲有金色蘇聯國徽的配劍：1968年1月22日                                                   |

### 外國榮譽
|  | 蒙古人民共和國英雄（蒙古人民共和國）：1969年           |
|  | 諾門罕戰役三十週年獎章" （蒙古人民共和國）：1969年     |
|  | 蘇赫巴托勳章（蒙古人民共和國）：1968年、1969年、1971年 |
|  | 紅旗勳章（蒙古人民共和國）：1939年、1942年             |
|  | 蒙古人民共和國五十週年獎章（蒙古人民共和國）：1971年   |
|  | 蒙古人民军五十週年獎章（蒙古人民共和國）：1971年       |
|  | 戰勝日本獎章（蒙古人民共和國）                         |
|  | 一級白獅勳章（捷克斯洛伐克）：1945年                   |
|  | 一級白獅軍事勳章（捷克斯洛伐克）：1945年               |
|  | 捷克斯洛伐克戰爭十字勳章（捷克斯洛伐克）：1945年       |
|  | 一級格林瓦爾德十字勳章（波蘭）：1945年                 |
|  | 軍事美德大十字勳章（波蘭）：1945年                     |
|  | 波蘭新生十字勳章加星司令勳位（波蘭）：1973年           |
|  | 1939年－1945年華沙獎章（波蘭）：1946年                 |
|  | 奧德河，尼斯河和波羅的海獎章（波蘭）：1946年           |
|  | 功勳勳章總司令勳位（美國）：1945年                     |
|  | 軍事巴斯勳章爵級大十字勳章（英國）：1945年             |
|  | 法國榮譽軍團勳章大十字勳位（法國）：1945年             |
|  | 1939年－1945英勇十字勋章（法國）                       |
|  | 中蘇友誼萬歲勳章（中華人民共和国）：1953年、1956年     |
|  | 自由勳章（南斯拉夫社会主义联邦共和国）：1956年         |
|  | 榮譽勳章大十字勳位（埃及）：1956年                     |
|  | 保加利亞人民軍25週年獎章（保加利亞）                   |
|  | 加里波底游击队星章（義大利）：1956年                   |
|  | 共和國勳章（圖瓦人民共和國）：1939年                   |

## 轶闻
在原定的胜利大阅兵计划中，史達林原本執意要親自骑马帶領遊行隊伍，可是他被那匹駿馬掀下來兩次以後只能咒罵道：「去他的，就讓朱可夫來做吧！」
艾森豪威尔在战后听朱可夫讲起苏军是怎么排雷的：“地雷分两种，对人的地雷和对车辆的地雷。我们的步兵就是直接发起进攻，好像它们不存在一样，反正造成的伤亡也不会比我们进攻德军重兵防守地域时，大炮和机关枪造成的多。”但同时，他也声明：“步兵不会触发那些对车辆地雷，所以等到步兵穿过雷区并在对面建立一道防线以后，再由工兵进行对战车地雷的排雷工作。”